# 國王遊戲 (電影)
《國王遊戲》。由日本同名暢銷小說作家金澤伸明代表作國王遊戲改編而成的電影。2011年12月17日於日本上映。由日本新世代偶像Berryz工房的熊井友理奈、℃-ute的鈴木愛理和曾演出過假面騎士電王劇場版的櫻田通領銜主演。

## 劇情概要
位於日本的玉岡高校2年B班全體學生，在某天晚上同時收到了一封署名「國王」的簡訊。而後全體同學被迫參加國王所制定的遊戲，遊戲規則很簡單，收到國王傳來的命令簡訊後，無論命令為何，一定要在24小時內達成使命，否則將受到懲罰，而且絕對不允許中途退出國王遊戲。
為了活下去，所有人都必須乖乖服從命令，於是，當各種令人難以想像、泯滅人性且慘無人道的簡訊命令傳達時，一場考驗人性的恐怖遊戲就此展開……

## 國王遊戲

### 規則
- 規則#1：全班同學強制參加。
- 規則#2：收到國王傳來的命令簡訊後，絕對要在24小時內達成使命 。
- 規則#3：不遵從命令者將受到懲罰。
- 規則#4：絕對不允許中途退出國王遊戲。

### 命令
- 命令1：學號28號的水內祐輔對喜歡的女孩子告白。「確認服從」
- 命令2：學號19號的中尾美奈子與學號4號的井上浩文接吻。「確認服從」
- 命令3：學號18號的豐田秀樹摸學號3號的石田里美的胸部。不遵守國王之命令，「抹銷存在」
- 命令4：學號17號的田崎大輔和學號20號的中島美咲上床。「確認服從」
- 命令5：讓學號30號八尋翔太作為國王，並須遵從其命令。「確認服從」
- 命令6：學號22號的橋本直也和學號8號的上田佳奈，在全班進行人氣投票，票數少者將接受處罰，拒絕投票者亦同。「確認服從」
- 命令7：全班將文具（筆）放入一箱子內，全班依學號順序將筆抽出，一次最多三支，抽到最後一支者接受懲罰。「確認服從」
- 命令8：由學號16號城川真美傳送簡訊給班上兩個人，收到簡訊的兩人將接受抹銷懲罰，若不傳送簡訊，則由本人受罰。（因城川真美自殺，由學號11號的金澤伸明替補，人數增加為三人。）「確認服從」

－「確認服從」 - 當命令中的人物確實做完國王指定的命令後，會傳送至手機的簡訊內容。

－「抹銷存在」 - 當命令無法確實執行，該命令中的指定人物會受到抹銷的懲罰，諸如劇中學生的課桌椅、手機號碼、「本人」都會從世上消失，且不參與國王遊戲的人對於該人的記憶亦完全消逝，如同蒸發一般。

## 登場角色
| 座號           | 角色       | 演員       | 簡介 |
| 主演           | 主演       | 主演       | 主演 |
| -------------- | ---------- | ---------- | --- |
| 24             | 本多智惠美 | 熊井友理奈 | 本作女主角。伸明的青梅竹馬。 伸明在夜鳴村的學校裡發現事實的真相，最後不慎將利剪反刺伸明 ，崩潰的智惠美因此跳樓自殺。而在半年後她在另外一間學校出現了。        |
| 06             | 岩村莉愛   | 鈴木愛理   | 始終以淡定的態度看待國王遊戲，並有條有理的分析出國王遊戲真正的掀開人性黑暗面的本質。 最後收到來自國王的抹銷懲罰簡訊，原因為「有可能妨礙遊戲的進行」。         |
| 12             | 金澤伸明   | 櫻田通     | 智惠美的青梅竹馬。 總是努力在全班同學與國王遊戲間取得平衡，卻無力回天，只能任憑國王遊戲的蹂躪。 在夜鳴村得知事實的真相後，趕回學校準備結束這場鬧劇，殊不知... |
| 22             | 橋本直也   | 佐藤永典   | 學號22。伸明死黨。在與佳奈的人氣投票中勝出。 為拯救伸明，利用電腦登入伸明的手機帳戶並發送簡訊完成命令8。 後也因幫伸明傳簡訊破壞規則，而受到國王的抹銷懲罰。   |
| 玉岡高校2年B班 |            |            | |
| 16             | 城川真美   | 菅谷梨沙子 | 2年B班班長。因無法傳出命令8中「間接殺人」的簡訊，而自殺。 |
| 27             | 丸岡香織   | 岡井千聖   | 與祐子、陽介約了伸明一起尋找夜鳴村 ，實際上卻是為要除掉伸明，計畫原本進行得如此美好。 千鈞一髮之際，三人接收到來自伸明的簡訊，受到抹銷的懲罰。                |
| 不明           | 清水智子   | 須藤茉麻   | 因破壞規定拒接簡訊，而遭懲罰抹銷。 |
| 15             | 鴨下明美   | 徳永千奈美 | 曾拒絕祐輔的告白。後因破壞規定拒接簡訊，而遭懲罰抹銷。 |
| 05             | 井本祐子   | 嗣永桃子   | 和香織一夥準備陷害伸明。最後收到來自伸明的死亡簡訊而慘遭抹銷。                                                                                                |
| 09             | 上田佳奈   | 中島早貴   | 人氣投票中票數較低，尚未公布懲罰事項，便墜樓而死，之後亦遭「抹銷存在」。                                                                                      |
| 29             | 宮崎繪美   | 夏燒雅     | 因破壞規定拒接簡訊，而遭懲罰抹銷。 |
| 26             | 松本雅美   | 清水佐紀   | 由於佳奈自殺，被國王選為懲罰替補人選， 需坦承自己的罪過，最後因未說出實情，而遭抹銷。                                                                         |
| 03             | 石井 里美    | 森咲樹     | 因不堪命令內容，當日便以感冒為由請假，而無法完成國王之命令。                                                                                                  |
| 19             | 中尾美奈子 | 田中美晴   | 於命令2中主動與浩文接吻。 後因破壞規定拒接簡訊，而遭懲罰抹銷。                                                                                                |
| 08             | 野上陽介   | 細田義彥   | 和香織一夥準備陷害伸明。 最後收到來自伸明的死亡簡訊而慘遭抹銷。                                                                                               |
| 30             | 八尋翔太   | 冨浦智嗣   | 與美咲是男女朋友。因大輔執行命令而暴怒，以國王命令讓大輔立即死亡。 後因破壞規定拒接簡訊，而遭懲罰抹銷。                                                       |
| 11             | 大野明     | 佐佐木麥帆 | 喜歡佳奈。在命令7中，見證伸明等人的友情，因而犧牲自己受到懲罰。                                                                                               |
| 18             | 豐田秀樹   | 佐藤歩     | 因里美請假無法到校，使得命令無法執行。 |
| 28             | 水内祐輔   | 大和田健介 | 向鴨下明美告白，但遭到拒絕。 後因破壞規定拒接簡訊，而遭懲罰抹銷。                                                                                             |
| 04             | 井上浩文   | 不詳       | 於命令2中與美奈子接吻。 後因破壞規定拒接簡訊，而遭懲罰抹銷。                                                                                                  |
| 17             | 田崎大輔   | 不詳       | 於命令4中與美咲上床。 使翔太暴怒,以國王命令讓其立即死亡。 |
| 20             | 中島美咲   | 不詳       | 與翔太是男女朋友。於命令4中與大輔上床,因而遭到分手。 後因破壞規定拒接簡訊，而遭懲罰抹銷。                                                                     |
| 不適用         | 羽村玲子   | 矢島舞美   | 半年後，某校的新轉學生。 |
| 不適用         | 金澤美晴   | 萩原舞     | 伸明的妹妹。 |
| 不適用         | 永峰洋子   | 吉澤瞳     | 2年B班的班導師，對於自己消失的學生毫不知情。 |

## 製作團隊
- 原著：金澤伸明『國王遊戲』（雙葉社刊）
- 導演：鶴田法男
- 腳本：加藤淳也
- 製作：余田光隆、武藤玲子、小野寺廉、池田純、佐竹正安、高木司、諸角裕
- 製作統籌：松岡周作、壺井大輔
- 音樂：遠藤浩二
- 攝影：上野彰吾
- 照明：鳥越正夫
- 錄音：深田晃
- 美術：寺尾淳
- 製作人：丹羽多聞アンドリウ
- 製作配給：BS-TBS

## 音樂曲目
主題曲『甘酸っばい春にサクラサク』
- 演唱：Berryz工房&℃-ute
- 詞曲／製作：つんく♂【UP．FRONT WORKS】

插曲『王様のうた』
- 演唱：鈴木愛理